# Geranium cinereum
Geranium cinereum es una especie de la familia de las geraniáceas.

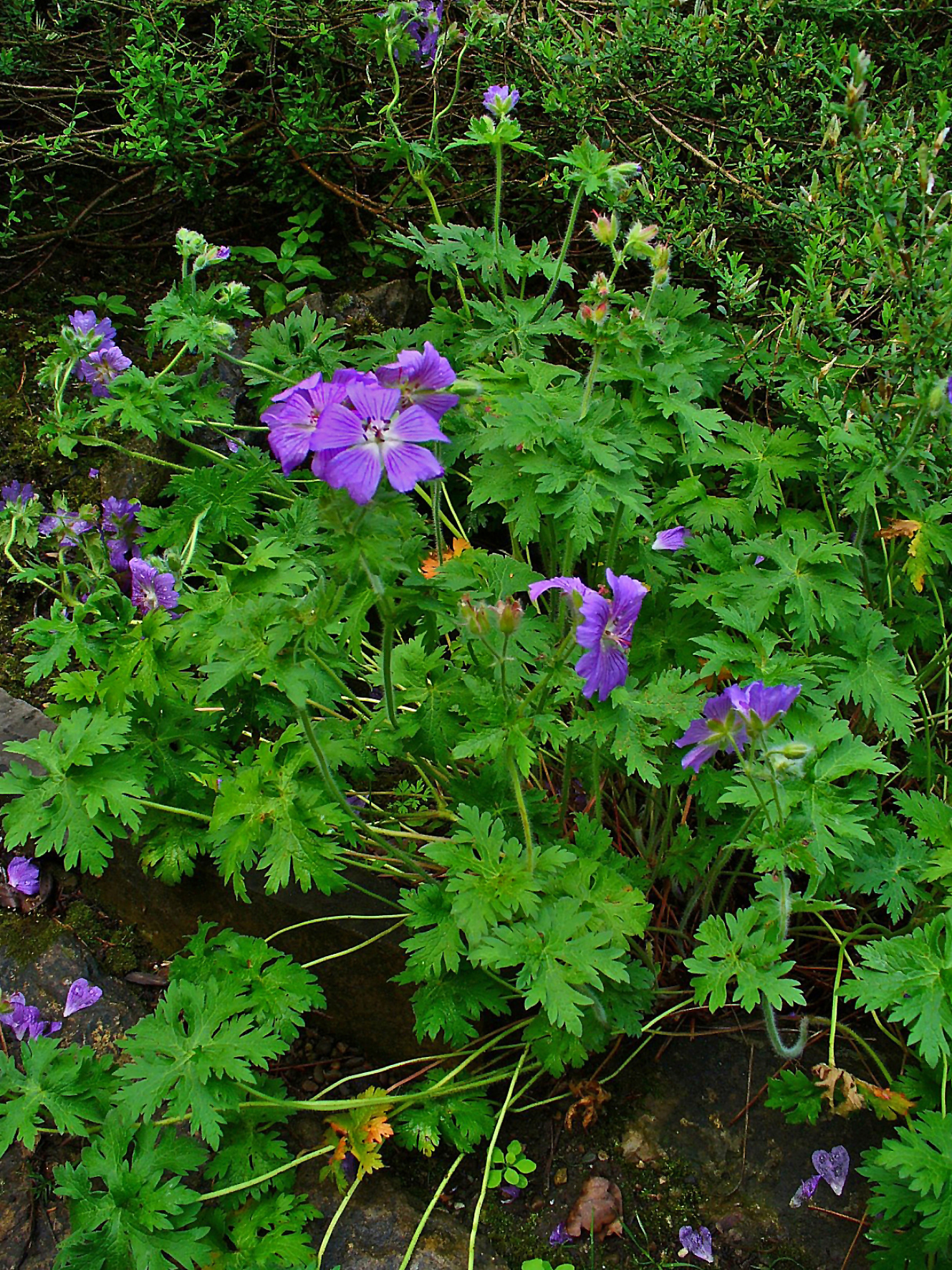
Vista de la planta

## Hábitat
Es una pequeña, semi-siempreverde planta perenne que crece normalmente con baja cobertura en el suelo o en jardines rocosos.

## Descripción
Por lo general, crecen hasta los 150 cm de altura con una extensión de 3000 cm. Las hojas están profundamente divididas y son de color gris-verde.  Florece en verano, con notables flores con negros estambres.  La planta crece en plena luz solar, y es considerada "semi" dura.
Esta planta ha conseguido un premio al Mérito del Jardín de la Royal Horticultural Society.

## Taxonomía
Geranium cinereum fue descrita por Antonio José Cavanilles y publicado en Monadelphiae Classis Dissertationes Decem 4: 204, pl. 89, f. 1. 1787.
Etimología
Geranium: nombre genérico que deriva del griego:  geranion, que significa "grulla", aludiendo a la apariencia del fruto, que recuerda al pico de esta ave.
cinereum: epíteto latino que significa "gris ceniciento".
Sinonimia
- Geranium argenteum subsp. cinereum (Cav.) Bonnier & Layens
- Geranium cineraceum Lapeyr.
- Geranium cinereum var. typicum R.Knuth in Engl.
- Geranium varium L'Hér.[4][5]